# Żabka (Ukraina)
Żabka (ukr. Жабка) – wieś na Ukrainie w rejonie łuckim obwodu wołyńskiego.
Wieś duchowna położona w województwie wołyńskim była własnością archimandrytów żydyczyńskich w 1570 roku.
Znajduje tu się przystanek kolejowy Żabki, położony na linii Lwów – Kiwerce.
Do 2020 w rejonie kiwereckim. 